# Vlada Zečević
Vladimir "Vlada" Zečević (em sérvio:  Владимир Влада Зечевић; 21 de março de 1903 (O.S.) – 26 de outubro de 1970) foi um padre ortodoxo sérvio e mais tarde membro da Liga dos Comunistas da Iugoslávia e dos Partisans Iugoslavos durante a Segunda Guerra Mundial, que serviu como o primeiro Ministro do Interior da Iugoslávia pós-Segunda Guerra Mundial de 7 de março de 1945 a 2 de fevereiro de 1946.

## Biografia
Zečević nasceu em Loznica, em 25 de março de 1903. Ele se formou na Faculdade de Teologia da Universidade de Belgrado. De 1927 a 1941, ele serviu como pároco em Krupanj, onde se envolveu na vida política, apoiando ardentemente a oposição. 
Após a invasão da Iugoslávia em 1941 pelas potências do Eixo, Zečević juntou-se voluntariamente ao Exército Real Iugoslavo. Ele era, a princípio, filiado aos Chetniks, mas, após o cerco de Šabac, desertou para os Partisans Iugoslavos junto com o tenente Ratko Martinović, ao lado de quinhentos outros soldados Chetnik. 

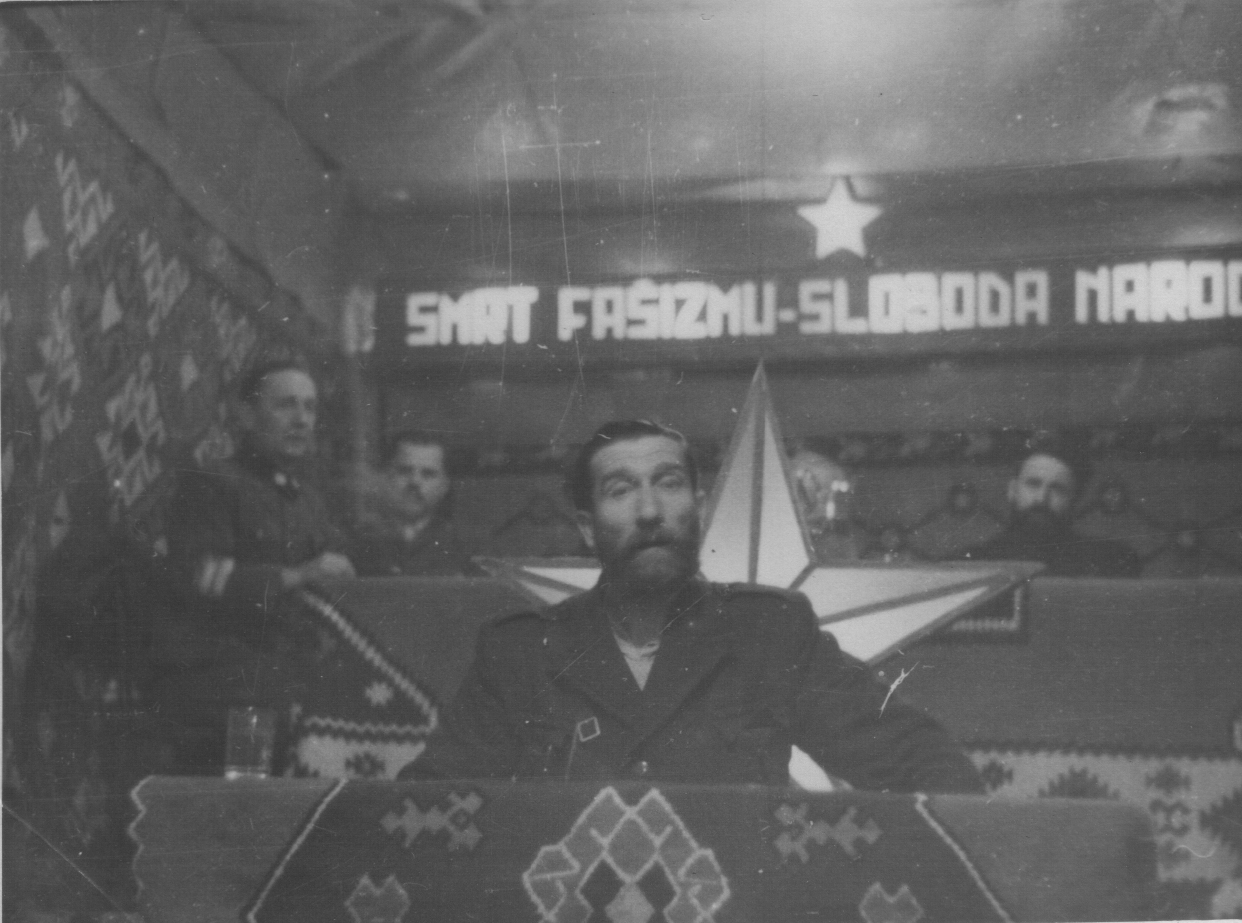
Zečević discursando no Conselho Estatal Antifascista para a Libertação Nacional da Bósnia e Herzegovina

Em novembro de 1941, durante o curto período de libertação do território da Sérvia Ocidental, conhecido como República de Užice, ele foi membro do recém-criado Comitê Principal de Libertação Nacional da Sérvia, responsável pelo comércio, suprimentos, silvicultura e mineração. 
Ele se juntou à Liga dos Comunistas da Iugoslávia em 1942 e passou a servir como comissário político adjunto da Unidade Partisan de Valjevo, membro do Conselho Executivo do AVNOJ, comissário do Departamento Denominacional durante a Primeira Sessão do AVNOJ e comissário de assuntos internos durante a Segunda Guerra Mundial. 
Tendo sobrevivido à guerra, Zečević serviu como Ministro do Interior da Iugoslávia de 1945 a 1946; como Ministro da Construção, Transporte e Infraestrutura da República Socialista da Sérvia de 1952 a 1953 e como Presidente do Parlamento Iugoslavo de 1954 a 1960. 
Zečević morreu em Belgrado em 26 de outubro de 1970. 